# Primavera bereber
La Primavera Amazigh (Tafsut Imaziɣen), también conocida como "Primavera bereber", fue un movimiento de protesta social y cultural que surgió en Argelia, en marzo de 1980. A partir de esta fecha, tanto argelinos como bereberes del Norte de África conmemoran el aniversario de la Primavera Amazigh el 20 de Abril de cada año. 
Este evento tuvo como objetivo principal la oficialización de la lengua tamazight y el reconocimiento de la identidad amazigh, históricamente marginada por las políticas estatales desde la independencia del país en 1962.
El movimiento se originó como una reacción contra la política de arabización promovida por el gobierno argelino, que buscaba imponer una identidad homogénea árabe-musulmana, dejando de lado la diversidad cultural y lingüística de las comunidades amazighes.

### Antecedentes y causas
La región de Cabilia, una zona montañosa densamente poblada y predominantemente berberófona, desempeñó un papel central en los acontecimientos. Cabilia es considerada un verdadero "faro" para el vector de la amazighidad, siendo una región emblemática de las reivindicaciones amazighes en Argelia. Desde hace décadas, y especialmente a partir de la Primavera Amazigh de 1980, las movilizaciones en esta región han adquirido un carácter multitudinario y de confrontación directa con el régimen.
Estas demandas no solo se han centrado en el reconocimiento cultural y lingüístico, sino que también han estado profundamente impregnadas, desde muy temprano, por cuestiones como la democracia, la libertad y el respeto a los derechos humanos fundamentales. Este carácter integral de las reivindicaciones amazighes ha contribuido a que el movimiento tenga un amplio impacto tanto dentro como fuera de la región.
En este contexto, la figura de Mouloud Mammeri (1917-1989), destacado intelectual y lingüista amazigh, se erige como un símbolo fundamental. Gran defensor de la lengua tamazight, Mammeri fue el protagonista de los hechos de marzo de 1980, cuando las autoridades municipales de Tizi Wezzu prohibieron una conferencia sobre poesía cabilia antigua que él iba a impartir en la Universidad. Este acto de censura provocó una inmediata respuesta de la población, que organizó movilizaciones y huelgas en toda la región y en la capital, Argel.

### Desarrollo de las protestas
El conflicto se intensificó en abril de 1980. El 7 de abril, una gran manifestación en Argel fue violentamente reprimida por las fuerzas policiales, dejando un saldo de cientos de detenidos y numerosos heridos. Paralelamente, la Universidad de Tizi Ouzou se convirtió en el epicentro de la resistencia, con estudiantes y profesores iniciando una huelga que se extendió a toda la región tres días después.
El gobierno respondió con dureza, acusando a los manifestantes de estar manipulados por intereses extranjeros que buscaban desestabilizar al país. En un discurso oficial, el presidente argelino reafirmó la postura estatal declarando que "Argelia es un país árabe y musulmán", lo que evidenció la falta de voluntad política para reconocer la diversidad cultural del país.
El 23 de abril, la situación alcanzó su punto crítico cuando las fuerzas de seguridad asaltaron la Universidad de Tizi Ouzou, reprimiendo brutalmente las protestas. Sin embargo, estos eventos sentaron las bases para la consolidación de un movimiento social comprometido con la defensa de la identidad amazigh y la promoción de su lengua y cultura.

### Impacto y la Primavera Negra
Las repercusiones de la Primavera Amazigh trascendieron su época, inspirando nuevas movilizaciones en años posteriores. Durante los años 1994 y 1995, se llevó a cabo en la región de Cabilia, Argelia, una movilización conocida como la "huelga de las mochilas escolares". Este movimiento consistió en un boicot generalizado al sistema educativo, liderado por estudiantes, padres y activistas, como medida de presión para que las autoridades introdujeran la enseñanza de la lengua amazigh en las escuelas públicas. Por otra parte, el 1 de mayo de 1994, activistas marroquíes fueron detenidos y encarcelados por sostener una pancarta escrita en tifinagh, el alfabeto tradicional amazigh, durante una manifestación. Este incidente subrayó las restricciones y la represión hacia las expresiones culturales amazigh en la región del Magreb durante esa época.
Como respuesta a las crecientes tensiones y demandas de la población amazigh, el gobierno argelino estableció en mayo de 1995, el Alto Comisariado para la Amaziguidad. Esta institución fue encargada de promover la enseñanza de la lengua tamazight, particularmente en las regiones de predominio amazigh, como Cabilia.
En los años 2001 y 2002, se produjeron nuevas protestas en la región de Cabilia, conocidas como la Primavera Negra (Tafsut Taberkant). Este levantamiento tuvo su origen en el asesinato del joven cabilio Massinissa Guermah a manos de la policía, lo que desató una serie de enfrentamientos entre los manifestantes y las fuerzas de seguridad. Las protestas culminaron en una violenta represión, dejando un saldo de 126 fallecidos y más de 5.000 heridos.
Se estima que aproximadamente un tercio de la población de Argelia, que supera los 42 millones de habitantes, es berberófona. Entre estas regiones, Cabilia se destaca como la más poblada, con más de siete millones de habitantes que mantienen viva la lengua y cultura amazigh. Este reconocimiento institucional, aunque parcial, representó un avance en la lucha por los derechos culturales y lingüísticos, aunque las tensiones entre el movimiento amazigh y el gobierno central han persistido.
En un contexto regional, los acontecimientos en Argelia influyeron también en Marruecos, donde el gobierno, temeroso de un posible fortalecimiento del movimiento amazigh, anunció la creación del Instituto Real de la Cultura Amazigh (IRCAM). Esta institución fue concebida como un organismo para promover la lengua y cultura amazigh en el país y, entre sus iniciativas más destacadas, se incluyó la enseñanza del idioma tamazight en las escuelas.

## Oficialización de la lengua
Uno de los hitos más significativos en el reconocimiento de la identidad amazigh ha sido la oficialización de su lengua. En Marruecos, la lengua amazigh fue reconocida como lengua oficial en la Constitución de 2011, un avance histórico que marcó un punto de inflexión en la inclusión de la diversidad cultural en el país. En Argelia, la lengua amazigh logró el mismo estatus oficial en 2016, tras una larga lucha liderada por movimientos culturales y sociales que demandaban su incorporación en la vida pública y política.
En la línea de estos logros, el Parlamento marroquí implementó la traducción simultánea al amazigh en sus sesiones plenarias. La Cámara de Representantes anunció oficialmente la adopción de este servicio en abril de 2022, y la Cámara de Consejeros lo lanzó en abril de 2023.

## Países en los que se celebra
La "Primavera Amazigh " o "Tafsut Imaziɣen" es conmemorada anualmente el 20 de abril en diversas regiones de África del Norte y por la diáspora amazigh en todo el mundo. La causa amazigh y la celebración de este día, ha trascendido más allá de Argelia y Marruecos, llegando a regiones de distintos lugares del mundo, y siendo conmemorada en países como Libia, Túnez y las Islas Canarias.  En estas últimas, la ciudad de Tafira acogió el Primer Congreso Mundial Amazigh, en 1997.